# Мокгук
Мокгук (нід. Mookhoek) — село в нідерландській провінції Південна Голландія. Входить до муніципалітету Гуксе-Вард.
Перша згадка про населений пункт датується 1773 роком. Наразі у ньому нараховується близько 180 будинків. 1906 року у селі було збудовано реформістську церкву.

## Галерея

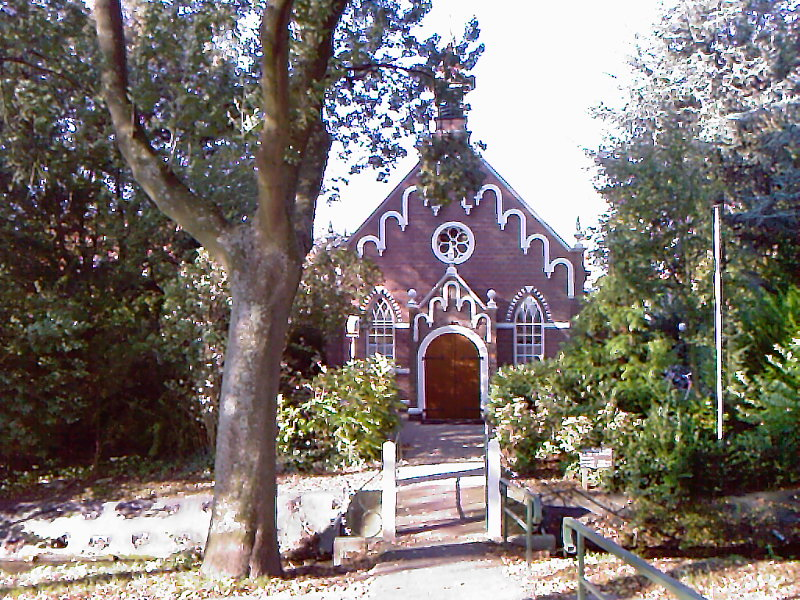
Церква у селі